# Cabeceira

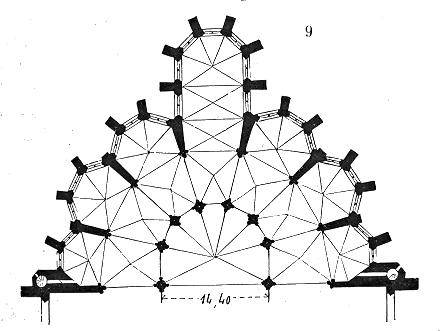
Plano da cabeceira da Catedral de Amiens, França.

O termo arquitectónico cabeceira designa, numa igreja ou principalmente numa catedral com orientação Oeste-Este, o conjunto das áreas situadas a Leste (o lado oposto à fachada principal - a cabeça do corpo de Cristo numa planta em cruz) quando vistas do exterior (abside + deambulatório + capelas radiantes). 

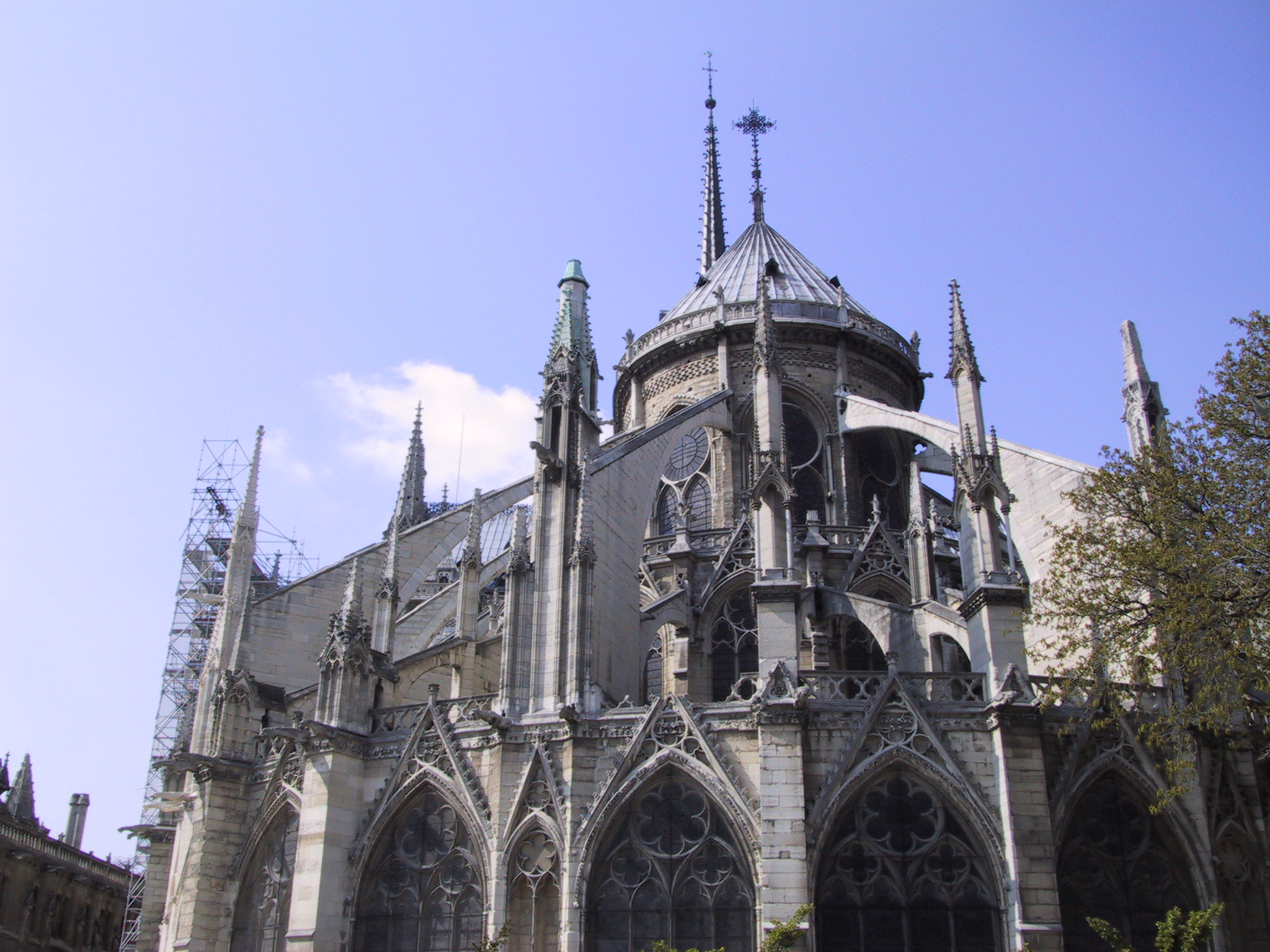
Cabeceira da Catedral de Notre-Dame de Paris, França.

Em igrejas de planta mais simples é comum visualizar-se do exterior somente uma abside, mas em construções mais complexas, como nas catedrais góticas francesas, o remate após o coro pode ser de tal modo complexo, com arcobotantes e diversos elementos decorativos a fazer a interligação, que se torna difícil distinguir as diferentes componentes do todo. A este remate, como peça única, dá-se o nome de cabeceira.